# Anio Valles
Le Anio Valles sono una struttura geologica della superficie di Marte. È una formazione geologica di tipo vallis (valle) sulla superficie di Marte, situata con il sistema di coordinate planetocentriche a 38,01° di latitudine N e 56,22° di longitudine E, che misura 54 km di diametro. Il nome è stato approvato dall'Unione Astronomica Internazionale nel 1988 e fa riferimento a una delle caratteristiche dell'albedo su Marte.